# 熱砂ノ楽園
『熱砂ノ楽園』（ねっさノらくえん）は、2010年8月27日にVivid Colorより発売されたボーイズラブ系アダルトゲーム。

## 登場人物
ウィル=リード
声 - 夕凪孝
本作の主人公／身長170cm
英国の製薬会社に務めるサラリーマン。
人に媚びず、少し頑固な性格。 容姿端麗であり、男女問わずモテる。
ハキム・ルシュディ
声 - 桜ひろし
シャムス王国の第二王位継承権を持つ王子／身長180cm
アシュラフ・ルシュディ
声 - 高嶺悠賀
シャムス王国の第一王位継承権を持つ王子／身長181cm
カリム・ラシード
声 - 春野風
シャムス王国の王子に使える側近／身長174cm
サイード・ジブラン（サブキャラクター）
声 - 鳩マン軍曹
シャムス王国の第三后妃の弟。

## 主題歌
「熱砂ノ楽園」
歌：蛇足 作詞・作曲：串 作曲：ちーむ炙りトロ丼

## スタッフ
- シナリオ：はるか日向
- 原画・CG：えまる・じょん

## 関連商品

### ドラマCD
- 予約特典（共通特典）　ドラマCD　「王様ゲーム」　（配布終了）
- オフィシャル通販特典　ドラマCD　「王子ノ遊戯」
- アニメイト特典　ドラマCD　「無人島生活」
- 中央書店コミコミスタジオ特典　メッセージCD　「デートCD」
- メッセサンオー特典　ドラマCD　「ウィルと魔法のランプ」
- 通販ショップぷらてぃあ特典　額入りイラストペーパー